# Olavi Vuorisalo
Olavi Paavo Vuorisalo (* 5. April 1933 auf Kuusisto; † 11. Dezember 2024 in Naantali) war ein finnischer Mittelstreckenläufer. Er startete hauptsächlich bei 1500-Meter-Lauf-Wettbewerben.

## Sportliche Laufbahn
Vuorisalo wurde 1958 Fünfter bei den Europameisterschaften in Stockholm. Den Titel holte sich der Brite Brian Hewson. Zuvor hatte er zwischen 1955 und 1958 viermal in Folge den finnischen Meistertitel über 1500 Meter gewonnen. Am 11. Juli 1957 nahm er in Turku bei dem 1500-Meter-Lauf teil, bei dem seine Landsmänner Olavi Salsola und Olavi Salonen mit 3:40,2 Minuten einen neuen Weltrekord aufstellten (siehe auch 1500-Meter-Weltrekordlauf von Turku 1957). Vuorisalo selbst unterbot ebenfalls mit 3:40,3 Minuten den bisherigen Weltrekord des Ungarn István Rózsavölgyi. Saolsola und Salonen verloren ihren Weltrekord jedoch bereits einen Tag später an Stanislav Jungwirth aus der Tschechoslowakei, der in Stará Boleslav die in 1500 Meter in 3:38,1 Minuten lief. Vuorisalo wurde 1957 zum Sportler des Jahres in Finnland ausgezeichnet. 1959, 1960 und 1961 wurde Vuorisalo finnischer Vizemeister. 1960 nahm Vuorisalo bei den Olympischen Spielen in Rom teil, verpasste jedoch deutlich das Finale. 1964 wurde er ein fünftes Mal finnischer Meister über die 1500 Meter.
Vuroisalo war Mitglied des Vereins Naantalin Löyly aus Naantali.

## Erfolge
- 5. Platz, EM 1958 in Stockholm
- Finnischer Meister 1500 Meter von 1955 bis 1958 und 1964
- Finnischer Meister Querfeldeinlauf 1957
- Finnischer Vizemeister 1500 Meter 1959 bis 1961
- Finnischer Vizemeister 1500-Meter-Staffel 1958